# Dawid Wdowiński

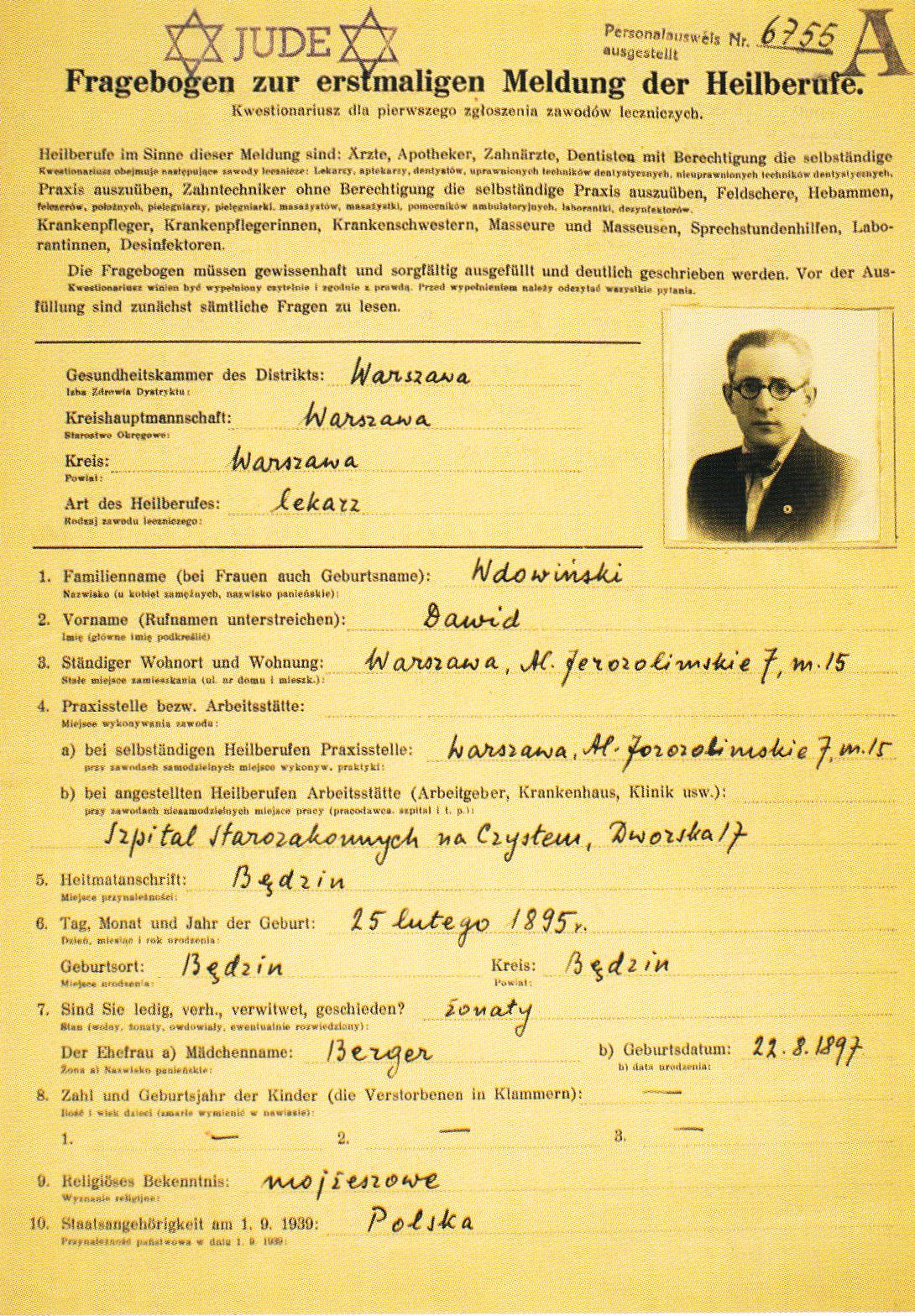
Encuesta personal de Dawid Wdowiński

Dawid Wdowiński (Będzin, Polonia; 25 de febrero de 1895 - 1970) fue un neurólogo y psiquiatra polaco, miembro de la organización judía de derechas Hatzohar,[cita requerida] cofundador y presidente de ŻZW (Żydowski Związek Wojskowy, en castellano Unión Militar Judía), participante y uno de los líderes del levantamiento del gueto de Varsovia.

## Biografía
Fue hijo de Jezajasz Wdowiński y Maria Pałasznicka.
En el período de entreguerras fue presidente del Partido Sionista Polaco de Revisionistas.
Junto con ex oficiales judíos del Ejército Polaco y los activistas políticos judíos Dawid Moryc Apfelbaum, Józef Celmajster, Henryk Lifszyc, Kałmen Mendelson, Paweł Frenkel y Leon Rodal, inició la fundación de la Unión Militar Judía en 1939.
Después del inicio de levantamiento y la muerte de Dawid Apfelbaum, Paweł Frenkel y Leon Rodal, fue probablemente el último comandante del levantamiento representando ŻZW y uno de los dos, aparte de Marek Edelman de la Organización Judía de Combate, que sobrevivió a la guerra. Durante el levantamiento, fue deportado a Lublin, desde donde fue enviado a un campo de trabajos forzados en Budzyń.
En 1963, en Nueva York, EE. UU. fue publicado un libro And we are not saved de Dawid Wdowiński, donde reveló la verdad sobre participación de ŻZW en el levantamiento del gueto de Varsovia.